# 360 г. пр.н.е.
360 (триста и шестдесет) година преди новата ера (пр.н.е.) е година от доюлианския (Помпилийски) римски календар. По това време е известна като годината на консулството на Амбустус и Висол (или по-рядко 394 година Ab urbe condita). Наименованието 360 г. пр.н.е. за тази година се използва от ранния средновековен период, когато летоброенето след Христа става преобладаващият метод в Европа за именуване на години.

## Събития

### В Египет
- С помощта на цар Агезилай II от Спарта Нектанеб II сваля Тах и става цар на Египет. Тах бяга в Суза и сключва мир с персите. Нектанеб II плаща на спартанците 230 таланта за тяхната помощ.

### В Юдея
- Йерусалим е възстановен и силата на наследственото свещеничество в юдаизма е здраво установена.

### В Древна Гърция
- Кралят на Спарта, Агезилай II, умира в Кирена, Киренайка, на път за дома си в Гърция от Египет. Той е наследен от сина си Архидам III като цар на Спарта.
- Докато илирийците атакуват молосите, царят на молосите Ариб отвежда своя невойнствен народ на безопасно място другаде. Когато илирийците приключат с нападението, те са натоварени с плячка и по този начин лесно биват победени от молосите.

### В Римската република
- Галите отново достигат Рим, но са отблъснати.

## Други
- Платон пише диалозите „Тимей“ и „Критий“, като за първи път споменава Атлантида.

## Родени
- Калистен, гръцки историк († 327 г. пр.н.е.)[1]
- Лизимах, македонски диадох († 281 г. пр.н.е.)[2]
- Пирон от Елида, гръцки философ-скептик (270 г. пр.н.е.)

## Починали
- Агезилай II, цар на Спарта (* 444 г. пр.н.е.)[3]